# John Edward Willem Twiss Quarles van Ufford

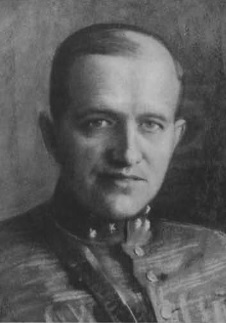
Jhr. J.E.W. Twiss Quarles van Ufford

Jhr. John Edward Willem Twiss Quarles van Ufford (Utrecht, 9 oktober 1889 - Sachsenhausen (concentratiekamp) 3 mei 1942) was burgemeester van Nederhemert (1918-1919) en substituut officier van Justitie in Almelo en Utrecht.
Quarles huwde in Den Bosch op 20 juli 1920 met Wilhelmina Cnopius met wie hij twee zonen en een dochter kreeg. Vanaf 1935 bewoonde hij huis Beukenburg in Groenekan. Hij was gemeenteraadslid van de Bilt.
Quarles stamde uit de familie Quarles, tak Quarles van Ufford, waarvan leden diverse politieke en ambtelijke functies hebben bekleed. Zijn vader was jhr. Eduard Quarles van Ufford (1854-1942), burgemeester van Maartensdijk, en zijn moeder was Clara Catharina May Twiss (1867-1927), dochter van de burgemeester van Maartensdijk. Bij Koninklijk Besluit nr. 11 van 24 augustus 1917 werd hem toestemming verleend de geslachtsnaam van zijn moeder voor de zijne te plaatsen. Hiermee ontstond de geslachtsnaam Twiss Quarles van Ufford.
Quarles heeft tijdens de Eerste Wereldoorlog gediend bij de artillerie en was in de Tweede Wereldoorlog reserve-majoor der artillerie van de Koninklijke Landmacht. Tijdens de bezetting was hij als commandant van de provinciale Ordedienst onder de naam 'Jacques' actief in het verzet. In augustus 1941 werd hij, door verraad, door de Duitsers gearresteerd en gevangengenomen. Na een twee maanden durend proces vanaf maart 1942 in Amersfoort werd hij op 3 mei 1942 in concentratiekamp Sachsenhausen om het leven gebracht. Samen met 71 anderen, waaronder leden van de Mekel-groep en de Schoemaker-groep, kreeg hij een nekschot.